# Kontaktstrecke

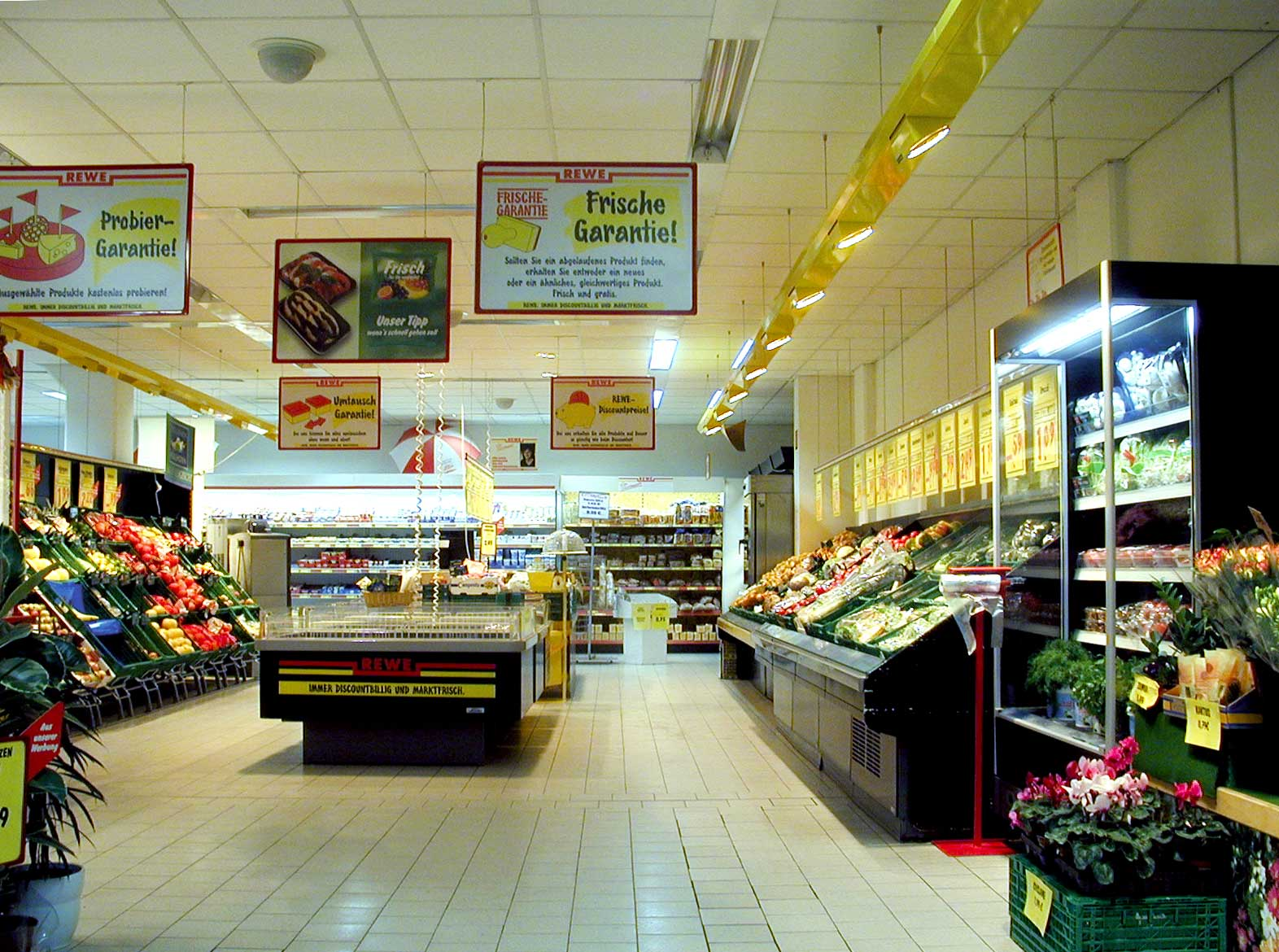
Kontaktstrecke zwischen den Regalen im Supermarkt

Die Kontaktstrecke ist im Einzelhandel der Weg, der die Kunden unmittelbar an den Waren entlangführt.

## Allgemeines
Das Kompositum „Kontaktstrecke“ setzt sich aus der Strecke durch einen Laden (vor allem im Supermarkt) und dem Sichtkontakt des Kunden zu den an dieser Strecke platzierten Waren zusammen. Die Verkaufsfläche in Läden besteht aus den Regalen und den dazwischen befindlichen Kontaktstrecken. Je größer die Verkaufsfläche ist (beispielsweise im Supermarkt oder Warenhaus), umso länger ist die Kontaktstrecke. Es wird davon ausgegangen, dass die Kaufwahrscheinlichkeit für einen Artikel steigt, je länger seine Kontaktstrecke mit potenziellen Kunden ist. Da der Regalplatz den Engpassfaktor darstellt, ist es Handelsstrategie, diese nach Regalplätzen gewichtete Kontaktstrecke so zu gestalten, dass das Unternehmensziel (Gewinnmaximierung, Deckungsbeitrag, Flächenproduktivität) optimal erfüllt wird. Denn der Warenabsatz wird wesentlich unter anderem durch den dafür vorgesehenen Regalplatz bestimmt.
Die Kontaktstrecke dient aber nicht nur dem Kundenverkehr, sondern muss auch so dimensioniert sein, dass die für die Distributionslogistik erforderlichen Rollcontainer durch sie hindurch gefahren werden können.

## Arten
Zwei Arten der Kontaktstrecke am Regal sind geläufig:
- Kontaktstrecke-Meter ist die absolute Kontaktstrecke in Metern, die für eine Marke/Hersteller/Kategorie zur Verfügung steht.
- Kontaktstrecke-Anteil ist die Kontaktstrecke einer Marke, eines Herstellers oder einer Kategorie dividiert durch die Gesamtzahl Meter Kontaktstrecke für diese Kategorie.

Kontaktstrecken müssen dem Kunden die Wahrnehmung der Waren ermöglichen und dürfen keine Sichthindernisse aufweisen.
Eine weitere Unterscheidung erfolgt nach Sichthöhe der Regale:
- Die Sichtzone auf Augenhöhe (140–160 cm): Verbraucher beziehen Produkte in diesem Bereich am stärksten in ihre Kaufentscheidungen ein.
- Die Griffzone (60–140 cm) eignet sich zur Positionierung des Normalsortiments, von Neuheiten und für Impulsartikel.
- Die Bückzone (bis 60 cm) ist für Schnelldreher, Handelswaren und Süßwaren (Sicht- und Griffzone für Kinder) vorgesehen.

Diese drei Zonen werden mithin nicht ungeplant befüllt, sondern sollen Kaufentscheidungen für alle Zielgruppen fördern.

## Wirtschaftliche Aspekte
Nicht nur die Ladengestaltung und die Verteilung der Waren sind wichtige Kriterien für einen erfolgreichen Verkauf, sondern auch die Platzierung der Waren in den Regalen. Werden Produkte so im Regal platziert, dass nur die Seitenflächen sichtbar sind, werden die Artikel vom Konsumenten gar nicht erst wahrgenommen. Selbst wenn ein Artikel frontal zum Kunden steht, wird die Wahrnehmungsschwelle noch nicht überwunden. Die Kontaktstrecke gibt dabei an, welche Breite einem Artikel im Regal eingeräumt werden muss, um wahrgenommen zu werden. Im Vordergrund stehen Schnelldreher, während Langsamdreher an der Kontaktstrecke weniger gut platziert werden. Das „Facing“ drückt die Sichtbarkeit eines Produktes aus, wobei die Anzahl der „Facings“ den Absatz bestimmt.
Als Kontaktstrecke versteht man in diesem Zusammenhang die für den Käufer sichtbare Angebotsmenge eines Produktes, wobei lediglich die horizontale Regalbreite gemessen wird. Der Experte für Konsumverhalten Hans-Georg Häusel fand dabei heraus, dass einem Artikel im günstigsten Fall eine Regalbreite von 30 cm eingeräumt werden muss. Diese „30-cm-Kontaktregel“ besagt, dass Produkte im Regal auf einer Breite von mindestens 30 cm präsentiert werden sollten, um von den Kunden gut gesehen und wahrgenommen zu werden. Zurückzuführen ist diese Thematik auf die rationelle Funktionsweise des Gehirns, das auf eine komplexitätsreduzierte Funktion ausgelegt ist. Bei schmalen Verpackungen ist es beispielsweise unumgänglich, mehrere Artikel desselben Produkts nebeneinander aufzustellen. Bei weniger als 30 cm Breite greifen Verbraucher seltener zu.
In der Praxis wird die Kontaktstrecke für Impulsartikel mit geringer Bekanntheit und für Güter des Grundbedarfs auf ein notwendiges Minimum reduziert. Dieses Minimum wird durch die Verpackungseinheit (zum Beispiel die Schachtelgröße) definiert. Hingegen sollten Artikel mit hohem Deckungsbeitrag mehr Kontaktstrecke erhalten. In der Praxis häufig als Artikel mit hohem Umsatz umgedeutet. Dabei werden aber die Kosten nicht berücksichtigt. Häufig orientieren sich die Händler auch an den Marktanteilen der Hersteller.
Mit Hilfe der Kontaktstrecke können Aussagen über die Wirtschaftlichkeit einer Platzierung gemacht werden. Je nach Reichweite und Warenrotation fallen Regallücken an der Kontaktstrecke auf, wodurch die Kundenzufriedenheit sinkt und zu einem endgültigen Wechsel des Ladens führen kann.